# Kalooki
Kalooki, även benämnt kalle, är ett kortspel av rummy-typ och är vanligt förekommande som ett spel om pengar.
Två sammanblandade kortlekar, med två eller fyra jokrar, används. Spelets idé är att spelarna ska bli av med sina kort genom att under spelets gång lägga upp dem i kombinationer på bordet. Kombinationerna utgörs av tre eller fler kort i följd i samma färg eller tre eller fler kort av samma valör. Jokrarna kan representera vilket annat kort som helst. 
Given avslutas när en spelare lyckats bli av med alla sina kort. Denna spelare erhåller överenskommen betalning från de övriga deltagarna. Man kan också spela med den regeln att de förlorande spelarna i en giv dessutom bestraffas med minuspoäng för de kort som finns kvar på handen. En spelare som uppnått en viss summa minuspoäng måste lämna spelet, och den spelare som är sist kvar vinner partiet och får inkassera ytterligare betalning från motspelarna.